# Winthemia novaguinea
Winthemia novaguinea är en tvåvingeart som beskrevs av Cantrell 1989. Winthemia novaguinea ingår i släktet Winthemia och familjen parasitflugor. Inga underarter finns listade i Catalogue of Life.